# Соколов Юрій Матвійович
Ю́рій Матві́йович Соколо́в (8 (20) квітня 1889, Ніжин, нині Чернігівської області — 15 січня 1941, Київ) — російський і український фольклорист і літературознавець. Академік АН УРСР (1939).

## Біографія
Народився в родині професора Ніжинського історико-філологічного інституту Матвія Соколова. Брат-близнюк російського фольклориста та етнографа Бориса Соколова.
По закінченні Московського університету викладав (1911—1925) у гімназіях і вузах Москви, був директором бібліотеки Державного історичного музею і професором Московського університету.
Від 1939 року дійсний член АН УРСР, одночасно директор Інституту фольклору АН УРСР.

## Праці
Праці з російського фольклору. У книзі «В. Т. Наріжний» (1915) досліджував російсько-українські літературні зв'язки.